# John D. White

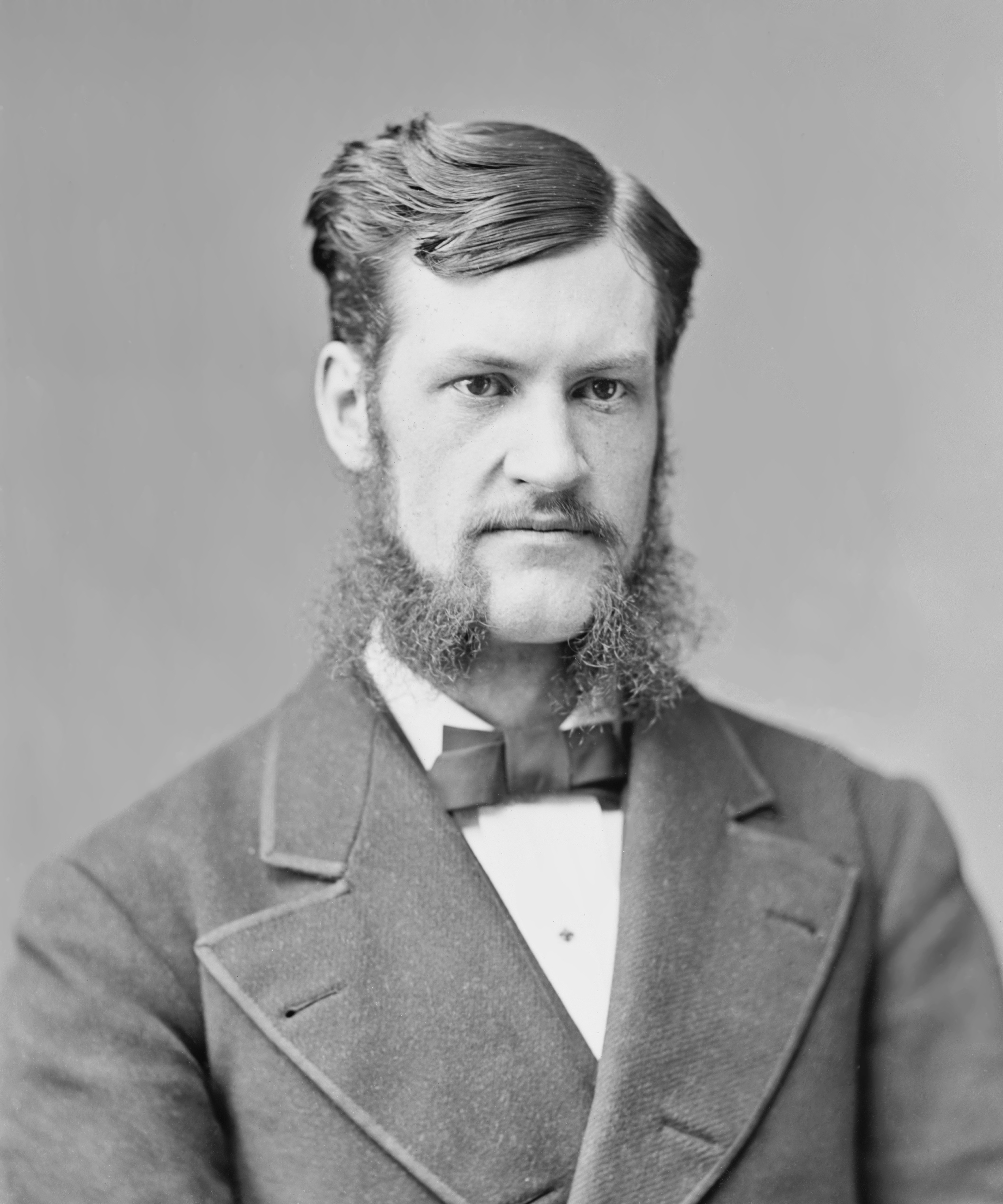
John D. White

John Daugherty White (* 16. Januar 1849 in Manchester, Clay County, Kentucky; † 5. Januar 1920 ebenda) war ein US-amerikanischer Politiker. Zwischen 1875 und 1877 sowie nochmals von 1881 bis 1885 vertrat er den Bundesstaat Kentucky im US-Repräsentantenhaus.

## Werdegang
John D. White war ein Neffe von John White (1802–1845), der zwischen 1835 und 1845 ebenfalls den Staat Kentucky im US-Repräsentantenhaus vertreten hatte und dort als Speaker von 1841 bis 1843 Präsident dieses Gremiums war. Der jüngere White besuchte bis 1865 private Schulen. Danach absolvierte er das Eminence College und studierte an der University of Kentucky in Lexington. Nach einem Jura- und Medizinstudium an der University of Michigan in Ann Arbor begann er ab 1875 als Rechtsanwalt zu arbeiten.
Politisch wurde White Mitglied der Republikanischen Partei. Bei den Kongresswahlen des Jahres 1874 wurde er im neunten Wahlbezirk von Kentucky in das US-Repräsentantenhaus in Washington, D.C. gewählt, wo er am 4. März 1875 die Nachfolge von George Madison Adams antrat. Da er im Jahr 1876 nicht mehr kandidierte, konnte er bis zum 3. März 1877 zunächst nur eine Legislaturperiode im Kongress absolvieren. Im Jahr 1879 war White Vorsitzender des regionalen republikanischen Parteitages von Kentucky in Louisville. In den Jahren 1879 und 1880 saß er als Abgeordneter im Repräsentantenhaus von Kentucky. Im Juni 1880 war White Delegierter zur Republican National Convention in Chicago, auf der James A. Garfield als Präsidentschaftskandidat nominiert wurde. Im Jahr 1881 scheiterte seine Kandidatur für den US-Senat.
Bei den Kongresswahlen des Jahres 1880 wurde White erneut im neunten Distrikt von Kentucky in den Kongress gewählt. Dort löste er am 4. März 1881 Thomas Turner von der Demokratischen Partei ab, der 1877 sein Nachfolger im Kongress geworden war. Bis zum 3. März 1883 vertrat er dort diesen Bezirk. Bei den Wahlen des Jahres 1882 war er im zehnten Distrikt als Nachfolger von Elijah Phister gewählt worden. Damit konnte er bis zum 3. März 1885 eine weitere Legislaturperiode im Repräsentantenhaus verbringen.
1884 verzichtete White auf eine weitere Kandidatur. In der Folge praktizierte er als Anwalt in Louisville. Im Jahr 1903 kandidierte er für die Prohibition Party erfolglos für das Amt des Gouverneurs von Kentucky. Später wurde er Mitglied der Progressiven Partei. Im Jahr 1912 bewarb er sich erfolglos um die Stelle eines Richters am Kentucky Court of Appeals. John White starb am 5. Januar 1920 nahe Manchester.